# Arteria descendente de la rodilla
La arteria descendente de la rodilla es una arteria que se origina en la femoral, justo antes de que esta pase a través de la abertura en el tendón del músculo aductor mayor.

## Ramas
Inmediatamente emite dos ramas terminales: una profunda que discurre por los músculos aductores del miembro inferior y vasto interno (rama articular) y una superficial denominada arteria safena interna, vestigio de la homónima en el feto.

### Ramas en la Terminología Anatómica
La Terminología Anatómica recoge las siguientes ramas:
A12.2.16.018 Rama safena de la arteria descendente de la rodilla (ramus saphenus arteriae descendentis genus).
A12.2.16.019 Ramas articulares de la arteria descendente de la rodilla (rami articulares arteriae descendentis genus).

## Distribución
Se distribuye hacia la articulación de la rodilla y la piel de las partes superior y media de la pierna.

## Imágenes adicionales

Arterias del muslo y la rodilla.
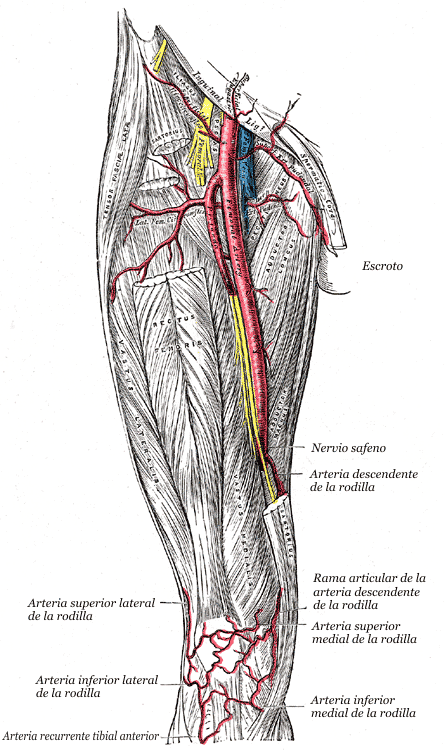
Arteria femoral y otras arterias derivadas.